# Sundiata Gaines
Sundiata Kofi Gaines (Jamaica, Queens, New York City) američki je profesionalni košarkaš. Igra na poziciji razigravača, a trenutačno je član NBA momčadi Utah Jazza. Prijavio se na NBA draft 2008., ali nije bio izabran od strane nijedne momčadi.

## Profesionalna karijera
Nakon neuspjeha na draftu, Gaines je odlučio otići u Europu te je odigrao jednu sezonu u dresu talijanskog Pallacanestroa. Nakon završetka sezone, vratio se u SAD te je nastupao za momčad Idaho Stampede u razvojnoj ligi gdje je, u 14 nastupa, prosječno postizao 23.9 poena i 6.8 asistencija po utakmici. Njegove sjajne igre zapazili su Utah Jazzersi te su s njim potpisali desetodnevni ugovor. Nakon samo pet NBA utakmica i jednog treninga s Jazzerima, Gaines je, u utakmici s Cleveland Cavaliersima, pogodio tricu sa zvukom sirene i svojoj momčadi donio pobjedu 97:96.

## Vanjske poveznice
- Profil na NBA.com
- Profil na Basketball-Reference.com